# Paramartyria immaculatella
Paramartyria immaculatella là một loài bướm đêm thuộc họ Micropterigidae. Nó được Issiki miêu tả năm 1931. Nó được tìm thấy ở Nhật Bản (Honshu, Shikoku và Kyushu).
Sải cánh dài 9–10 mm, còn cánh trước dài 4,1-4,9 mm đối với con đực và 4.3-4.9 mm đối với con cái.